# 韋斯托弗 (密蘇里州)
韋斯托弗（英語：Westover）是位於美國密蘇里州克勞福德縣的非建制地區。

## 歷史
韋斯托弗的郵局於1901年設立，其後於1927年停運。

## 地理
韋斯托弗所處的海拔為高於海平面237米（即778英呎），而該地所採用的時區為UTC-6，即北美中部時區（CST）。同時該地設有夏令時間，為UTC-6調快一小時，即UTC-5（CDT）。